# 31916 Arnehensel
31916 Arnehensel è un asteroide della fascia principale. Scoperto nel 2000, presenta un'orbita caratterizzata da un semiasse maggiore pari a 2,2811537 UA e da un'eccentricità di 0,0872935, inclinata di 1,96290° rispetto all'eclittica.